# Stefan Jäger (Maler)

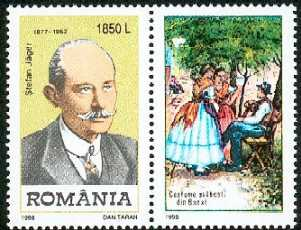
Rumänische Briefmarke von 1998, Stefan Jäger (links), schwäbische Trachten (rechts)

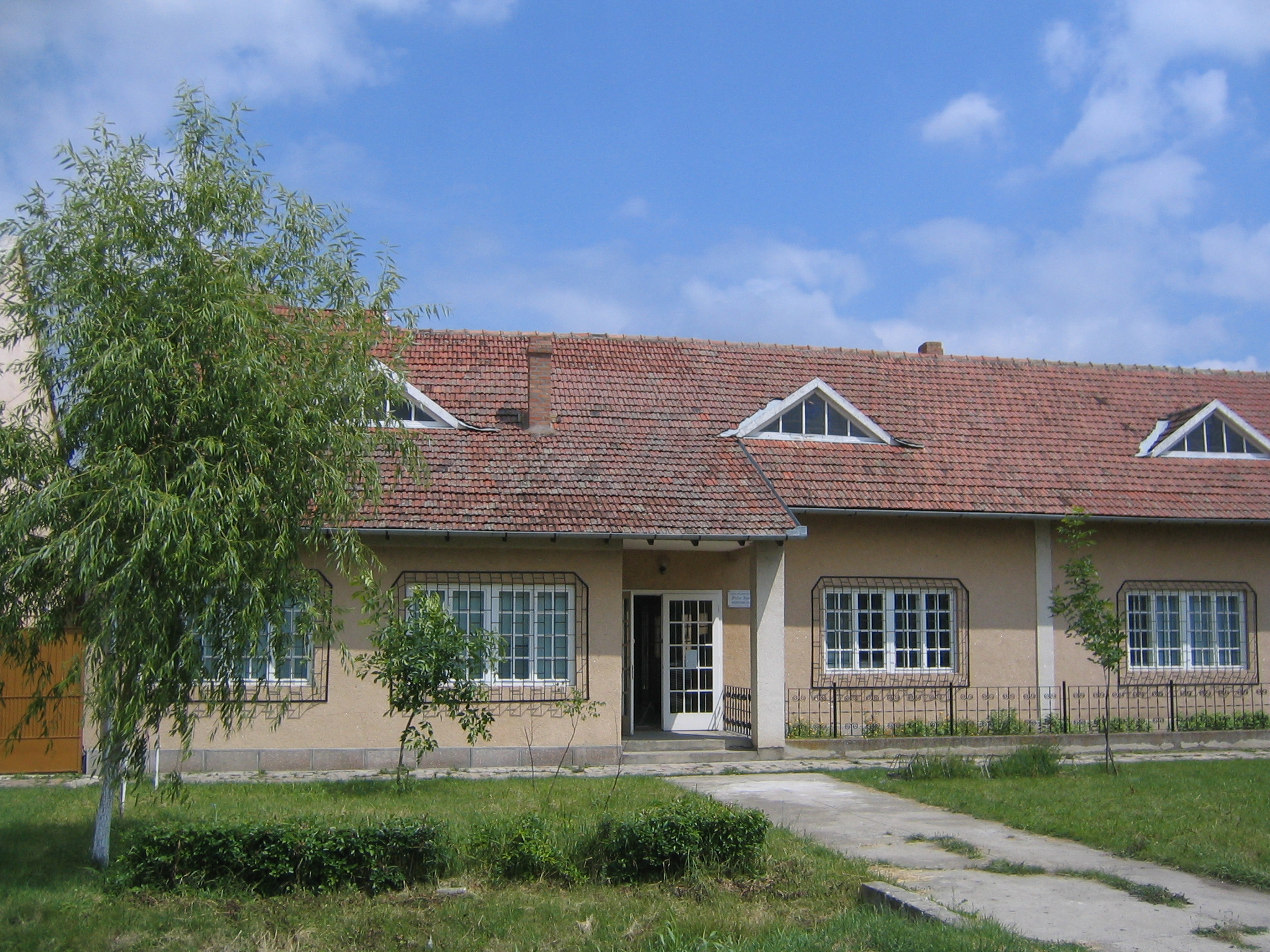
Stefan-Jäger-Museum, im ehemaligen Atelier des Malers in Hatzfeld

Stefan Jäger (* 28. Mai 1877 in Csene, Torontál, Königreich Ungarn, Österreich-Ungarn; † 16. März 1962 in Hatzfeld, Volksrepublik Rumänien) war ein Maler des donauschwäbischen Lebens.

## Leben
Stefan Jäger war der Sohn des Barbiers Franz Jäger und der Magdalena Jäger geb. Schuller aus Billed. Mit 12 besuchte er die Privatschule Franz Wieszners in Temesvár, und mit 16 die Mittelschule in Szeged, wo er seinen Hang zur Malerei erkannte. 1895 nahm er ein vierjähriges Kunststudium an der Modellzeichenschule und der Zeichenlehrer-Bildungsanstalt in Budapest auf. Hier arbeitete er unter anderem mit Professor Ede Balló und Bertalan Székely.
Jägers erste erfolgreiche Werke fanden bei dem Budapester Kunsthändler Almásy einen relativ guten Absatz; er arbeitete vorwiegend auf Bestellung an einigen Heiligenbilder, Stillleben und auch an diversen Landschaftsmalereien. 1906 bestellte die Gemeinde Gyertyámos (deutsch Gertjanosch) ein Gemälde zum Thema Die Ansiedlung der Deutschen im Südosten. Dieses Vorhaben wurde durch eine großangelegte Sammelaktion finanziert. Es entstand sein größtes Werk, das Einwanderungs-Triptychon. Wegen der beträchtlichen Dimensionen (5,10 × 1,45 Meter) teilte der Maler das Bild in drei Einzelteile: Wanderung, Rast und Ankunft.
Auf Reisen durch Österreich, Deutschland (vor allem nach Stuttgart, Ulm und Nürnberg) und Italien studierte und skizzierte er 1906 die Trachten der Vorfahren aus den verschiedenen Siedlungslandschaften. Jäger fertigte zahlreiche Kompositionszeichnungen über die verschiedenen Stationen der Ansiedlung während der Schwabenzüge an, in denen er neben den Trachten aus Baden-Württemberg, Elsass-Lothringen, dem Schwarzwald und aus der Lahngegend auch die Trachten der einheimischen Rumänen und Serben mit besonderer Detailtreue festhielt.
1910 ließ sich Stefan Jäger in Zsombolya (deutsch Hatzfeld, rumänisch Jimbolia) nieder, wo er bis zu seinem Tod 1962 lebte. 1930 wurde die erste Ausstellung seiner Bilder eröffnet. 1957 wurde ihm anlässlich seines 80. Geburtstags der rumänische Arbeitsorden II. Klasse verliehen. 1969 wurde die Stefan-Jäger-Gedenkstätte im ehemaligen Atelier des Malers in Jimbolia eingerichtet, aus der das heutige Stefan-Jäger-Museum hervorging.

## Werke
Auswahl:
- Die Ansiedlung der Deutschen im Banat (verschollen), ca. 1905, 300 cm breit
- Die Einwanderung der Deutschen in Ungarn, 1906–1910, 145 × 510 cm, Öl auf Leinwand, im Besitz des Banater Nationalmuseums
- Selbstbildnis, undatiert, 270 × 210 cm, Öl auf Karton, im Besitz des Banater Museums
- Trachtenstudie, 1907, 135 × 205 cm, Öl auf Karton, im Besitz des Banater Museums
- Rossmühle, 200 × 300 cm, Aquarell und Gouache auf Papier, Privatbesitz
- Im Schnitt, 330 × 450 cm, Öl auf Holz, Privatbesitz

## Würdigung
Im Jahr 1996 wurde die Stefan-Jäger-Stiftung ins Leben gerufen, deren Zweck die Unterstützung der deutschen Minderheit, sowie die Pflege der deutschen Sprache und des Brauchtums der deutschen Minderheit ist. Im Zuge dessen wurde auch der Stefan-Jäger-Preis geschaffen, der an Personen unter 30 Jahren vergeben wird, die sich diesen Zielen besonders widmen.